# (35369) 1997 UJ11
1997 UJ11 (asteroide 35369) é um asteroide da cintura principal. Possui uma excentricidade de 0.19728200 e uma inclinação de 22.99510º.
Este asteroide foi descoberto no dia 29 de outubro de 1997 por NEAT em Haleakala.